# Pézilla-de-Conflent
Pézilla-de-Conflent település Franciaországban, Pyrénées-Orientales megyében. Lakosainak száma 37 fő (2022. január 1.). Pézilla-de-Conflent Felluns, Trilla, Trévillach és Prats-de-Sournia községekkel határos.

## Népesség
A település népességének változása:
| Lakosok száma | 55   | 50   | 46   | 43   | 40   | 39   | 38   | 37   |
|               | 2013 | 2015 | 2017 | 2018 | 2019 | 2020 | 2021 | 2022 |